# 금운정
금운정은 대한민국 경상북도 의성군 의성읍 도동리 846-5에 있다. 2013년 5월 28일 의성군의 문화유산 제11호로 지정되었다.

## 개요
해주오씨 입향시조인 금산(錦山) 오국화(吳國華)을 기리기 위해 후손이 근대 건립한 정자이다.